# Silvia Rivera Cusicanqui
Silvia Rivera Cusicanqui (La Paz, 9 de diciembre de 1949) es una socióloga, activista, teórica contemporánea e historiadora boliviana. Ha investigado la teoría anarquista, así como las cosmologías quechua y aimara. Fue directora y cofundadora en 1983 del Taller de Historia Oral Andina (THOA) y actualmente dirige el Colectivo Ch'ixi. También trabaja directamente con los movimientos indígenas de Bolivia, como los tupacataristas y los cocaleros.

## Trayectoria
Rivera es hija de Carlos A. Rivera y Gaby Cusicanqui. La familia Cusicanqui de La Paz es descendiente del Inca Túpac Yupanqui. En la época colonial fueron conocidos como caciques de Calacoto. Alrededor de 1730 la familia perdió el cacicazgo.
Silvia Rivera Cusicanqui fue licenciada en Sociología de la Universidad Mayor de San Andrés en 1976 y ella obtuvo el magíster en Ciencias Sociales por la Pontificia Universidad Católica del Perú en 1979.

El Taller de Historia Oral Andina fue una comunidad intelectual y política fundada el 13 de noviembre de 1983. Silvia Rivera Cusicanqui fue fundadora y principal impulsora. En sus inicios estuvo conformado por un grupo de estudiantes de Rivera, en su mayoría aymaras, de la Carrera de Sociología de la Universidad Mayor de San Andrés. El THOA tuvo como objetivo estudiar e investigar la participación indígena en los levantamientos de la época colonial. En el intento por aplicar metodologías descolonizadoras, el THOA privilegió la tradición oral y entrevistas como fuentes de información
La misión del THOA fue y es la investigación mediante la metodología de la Historia Oral. El llegar a la academia y las comunidades con el mensaje descolonizador. Recuperar y fortalecer la identidad india en todos los ámbitos, uno de los caminos era la reconstitución de los Ayllus que dio origen a lo que es hoy el CONAMAQ (Consejo de Ayllus y Marcas del Kollasuyo).

### Colectivo Ch'ixi
El concepto de lo "ch'ixi" aparece en respuesta a las limitaciones y contradicciones de definiciones tales como "mestizaje" o "multiculturalidad".
La palabra ch'ixi tiene muchas connotaciones: es un color que es producto de la yuxtaposición, en pequeños puntos o puntos, de colores opuestos o en contraste: blanco y negro, rojo y verde, etc. Es este gris jaspeado que proviene de la mezcla imperceptible de blanco y negro, que se confunde con la percepción, sin estar nunca completamente mezclado. La noción de ch'ixi, refleja la idea aimara de algo que es y no es al mismo tiempo. Es la lógica del tercero incluido. Un color gris ch'ixi es blanco pero no es blanco al mismo tiempo. Es blanco y su opuesto, negro. El potencial de la desviación es lo que une los opuestos. Lo ch'ixi combina el mundo indio y su opuesto sin mezclarlos nunca.
La noción de ch'ixi equivale al concepto de "sociedad abigarrada" de René Zavaleta y expresa la coexistencia paralela de múltiples diferencias culturales que no se extinguen sino que se antagonizan y se complementan entre sí. Cada uno se reproduce a sí mismo desde las profundidades del pasado y se relaciona con otros de una manera contenciosa.

## Honores
- 1990: beca Guggenheim[10]
- 2014: Premio Nacional de Ciencias Sociales y Humanas, en la categoría “Premio a la Trayectoria Intelectual” del Programa de Investigación Estratégica en Bolivia (PIEB) y 2016 Premio Internacional CGLU de la Ciudad de México.[11]
- 2018: doctora honoris causa por la Universidad Mayor de San Andrés.[5][12]

#### Profesora emérita de
- Universidad Mayor de San Andrés (Bolivia).
- Derechos Humanos Andinos de la Universidad Andina Simón Bolívar (Bolivia/Ecuador).[13]

#### Profesora/académica visitante en las Universidades de
- Columbia (NY) (Estados Unidos)
- Austin (TX) (Estados Unidos)
- La Rábida (Huelva) (España)
- Jujuy (Argentina)
- FLACSO (Argentina)
- Penn (Estados Unidos)

## Algunas publicaciones
Su trabajo más conocido es Oppressed But Not Defeated: Peasant Struggles Among the Aymara and Quechua in Bolivia, 1900-1980 (Oprimidos pero no Derrotados: la Lucha Campesina Entre los Aimaras y Quechuas en Bolivia). Ginebra: UNRISD, xiii + 222 pp. 1984.
- Silvia Rivera Cusicanqui. 2010. Sociología de la imagen: miradas ch'ixi desde la historia andina Editor Tinta Limón, 350 pp. ISBN 9873687106, ISBN 9789873687105

- Silvia Rivera Cusicanqui. 2012. Violencia (re)encubiertas en Bolivia. Editor La Mirada Salvaje, 272 pp. ISBN 9962052998, ISBN 9789962052999

- 2008. Pueblos originarios y estado. Vol. 2 de Gestión pública intercultural, Gestión pública intercultural. Azul Editores, 82 pp. ISBN 9990598827, ISBN 9789990598827

- 2003. Las fronteras de la coca: epistemologías coloniales y circuitos alternativos de la hoja de coca: el caso de la frontera boliviano-argentina. Editor IDIS, 198 pp.

- 2002. Bircholas: trabajo de mujeres: explotación capitalista o opresión colonial entre las migrantes aymaras de La Paz y El Alto. 2ª edición de Editorial Mama Huaco. 225 pp.

- ramón Conde, Felipe Santos. 1992. Ayllus y proyectos de desarrollo en el Norte de Potosí. Serie ¿Cuál desarrollo?. Colaboró Universidad Mayor de San Andrés. Taller de Historia Oral Andina. Editor Aruwiyiri, 192 pp.

- zulema Lehm, Silvia Rivera Cusicanqui. 1990. La Mujer andina en la historia. Nº 2 de Serie Cuadernos de formación. Colaboró Univ. Mayor de San Andrés. Taller de Historia Oral Andina. Ediciones del Thoa, 51 pp.

- Silvia Rivera Cusicanqui. 1988. Los artesanos libertarios y la ética del trabajo; Taller de Historia Oral Andina, La Paz.